# Adolf Foehr

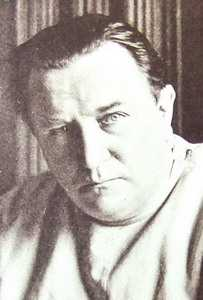
Architekt Adolf Foehr

Adolf Foehr (* 20. Juni 1880 in Nürnberg; † 7. Oktober 1943 in Prag) war ein deutsch-böhmischer Architekt und Baurat in Prag, der in den 1920er und 1930er Jahren zahlreiche Wohn-, Geschäfts- und Bürogebäude in Prag und Nordböhmen errichtet hat. Er gehörte zu den wichtigsten und produktivsten deutsch-böhmischen Architekten in der damaligen Tschechoslowakei.

## Leben
Adolf Foehr war der Sohn von Otto Emil Foehr (* 16. Dezember 1852 in Annaberg;
† 31. Januar 1924 in Berlin) und dessen Ehefrau Else Foehr, geb. Klinger. Er kam noch im Kindesalter mit seinen Eltern über Annaberg nach Prag. Er studierte an der Deutschen Technischen Hochschule in Prag und an der Kunstgewerbeschule in Prag bei Friedrich Ohmann. Von 1899 bis 1902 besuchte er die Meisterklasse an der Kunstgewerbeschule bei Jan Kotěra und setzte danach sein Studium an der ETH Zürich fort. Während seines Studiums in der Schweiz nahm er bereits erfolgreich an Architekturwettbewerben in Prag teil und erzielte dabei zwei erste Preise. Im Jahr 1908 eröffnete er sein Architekturbüro in Prag-Holleschowitz.
Die ältesten bekannten Projekte sind Gebäude, die er um 1910 im Jugendstil entwarf. Später arbeitete er in einem klassizistischen puristischen Stil. Seine Gebäude sind mit Baldachinen, Risaliten und Bögen geschmückt. Charakteristisch für die Bauten von Foehr ist die Anwendung von dreiteiligen Fenstern und Erkern mit dreieckigem Grundriss sowie die Verwendung edler Materialien, z. B. von Messing, Travertin oder Marmor.
In den 1930er Jahren wendete er sich den vereinfachten Formen des  Konstruktivismus zu. Seine Enrwürfe behielten jedoch stets einen traditionalistischen Charakter.
In Prag baute er eine große Anzahl von Gebäuden, darunter über 50 Mietshäuser sowie zahlreiche Bank- und Bürogebäude. Besonders erfolgreich war er bei deutschen Unternehmern und Finanzinstituten. Er wurde „Hofarchitekt“ der Versicherungsgesellschaften „Donau“ und „Securitas“ und baute für die Deutsche Agrar- und Industriebank sowie die Böhmische Union Bank.
Für die „Donau Allgemeine Versicherung AG“ erbaute er drei Gebäude, die beiden Donau-Paläste in der Spálená ul. und in der Národní třída in Prag und den „Donauhof“ in Reichenberg-Liberec.
Das Kaufhaus Brandeis im Stil des Expressionismus erinnert an das Breslauer Kaufhaus Rudolf Petersdorff von Erich Mendelsohn. Wegen des Reliefs mit drei Bauern von Josef Malinský (1794) an der Hausfront, das vom Vorgängerbau übernommen wurde, wird es auch als Haus „Zu den Drei Bauern“ (Dům U tří sedláků) bezeichnet.
Als Architekt der deutschen Minderheit wurde er von tschechischer Seite weitgehend ignoriert. So gewann er im Jahr 1926 den 1. Preis im Wettbewerb um die Erweiterung des Prager Magistrats, jedoch gelangte sein Entwurf nicht zur Ausführung. In seinen Spätwerken tendierte Foehr zum Heimatstil.
Er errichtete auch Villen für prominente Bauherren in Prag-Bubentsch (Bubeneč) (u. a. für Bloch und Petschek). Der Wohnblock „Klein-Berlin“ (Malý Berlín), 1937 bis 1939 in Zusammenarbeit mit dem Architekten Franz Hruschka erbaut, verbindet den modernen Konstruktivismus mit traditionalistischen Elementen.
Foehr war Mitglied der Deutschen Demokratischen Freiheitspartei und wirkte auch als Kommunalpolitiker in Prag, ab 1921 in der technischen Kommission und der Baukommission, ab 1924 als Baurat, ab 1927 im Stadtverordnetenkollegium und von 1929/30 bis 1932 als Stadtrat von Groß-Prag (nach Eingemeindung der Vororte Karlín, Vinohrady, Smíchov, Žižkov, Nusle und Dejvice).
Er war auch Mitglied des Vereins der deutschen bildenden Künstler in Böhmen, des Schriftsteller- und Künstlervereins „Concordia“ und des Vereins Schlaraffia in Prag. Im Jahr 1930 erhielt er das Goldene Ehrenzeichen für Verdienste um die Republik Österreich.

## Bauten

### Bauten in Prag
- 1910–1911 Villa JUDr. V. Wostry Nr. 339, Prag-Bubeneč, Na Zátorce 10 / U Vorlíků 11 ⊙
- nach 1910 Umbau des Hauses Nr. 916 für die Zentralbank der deutschen Sparkassen in Prag-Neustadt, Opletalova 11 ⊙
- 1912 Kapelle des deutschen evangelischen Friedhofs, Prag-Strašnice ⊙
- 1912 Umbau des Allianz-Bankhauses, Prag-Neustadt, Králodvorská 1081/16 und nám. Republiky 1081/7, zusammen mit Alfons Wertmüller (1852–1916) ⊙
- 1912–1913 Ehem. Verwaltungsgebäude der Ringhoffer-Werke AG bzw. Prager Maschinenbau AG Nr. 1292 am Bahnhof Prag-Smichov, Křížová 25, jetzt Verwaltung der Sozialversicherung (ČSSZ) ⊙
- Umbau des Geschäftshauses Nr. 1653, Prag-Neustadt, Hybernská 36 / Opletalova 40 ⊙
- 1914–1915 Ehem. Haus des Pensionsverbands Nr. 593, Prag-Neustadt, Ve Smečkách 24 ⊙
- 1921 Villa Bloch (jetzt Teil der Russischen Botschaft) in Prag-Bubeneč, Korunovační 473/34 ⊙
- 1921–1922 Umbau des Palais Schellenberg (Šelmberk) zur Deutschen Botschaft, Prag-Kleinseite, Nr. 183, Thunovská ulice 18 ⊙
- 1922 Häuserblock für die Genossenschaft Prager Volkswohnungsverein Prag-Holešovice, Bubenská 13–15, zusammen mit Theodor Bach ⊙
- 1923–1925 Umbau des Palais des Hložek von Žampach zur Österreichischen Botschaft in Prag, Kanovnická 70/4 ⊙
- 1926 Erweiterung der Häuser Nr. 1613 und 1617 für die Deutsche Landwirtschaftsbank, Prag-Neustadt, Hybernská 38-40 ⊙
- 1926–1927 Bürohaus Kreis Nr. 619, jetzt Finanzamt, Prag-Neustadt, Štěpánská 28-30 ⊙
- 1926–1928 Bürohaus der Genossenschaften Nr. 1163 mit Passage, Prag-Neustadt, Těšnov 5 bis 7 ⊙
- 1926 Villa Graf in Prag-Bubeneč, Na Zátorce 605/23 ⊙
- 1927 Villa Poláček (jetzt Chilenische Botschaft) in Prag-Bubeneč, U Vorlíků 623/4 ⊙
- 1927 Umbau der Villa Hans Petschek Nr. 329, Prag-Bubeneč, Romaina Rollanda 4, urspr. Bau (1913) von Matěj Blecha (1861–1919) ⊙
- 1927–1928 Donau-Palast I (jetzt Palác Purkyňova) Nr. 74, Prag-Neustadt, Purkyňova 2 und Spálená 18, Umbau durch Friedrich Feuerstein (1931)[11] ⊙
- 1928 Mietshaus mit Atelier in Prag-Holešovice, Bubenská 1376/39 (mit dreieckigen Erkern) ⊙
- 1928–1930 Palast der Versicherungsgesellschaft Securitas, Prag-Neustadt, Vodičkova 681/18, jetzt Sitz der Stadtverwaltung Prag ⊙
- 1930 Donau-Palast II (Palác Dunaj) Nr. 138, Prag-Altstadt, Národní třída 10 und Voršilská 14, Konzept der Fassade von Josef Havlíček (1899–1961) übernommen, mit originalem Paternoster von 1936[12][13] ⊙
- 1930–1932 Kaufhaus Brandeis (Brandejs) (auch Kaufhaus U Sedláků), Prag-Altstadt, Provaznická 394/12 und Havířská 397/4⊙
- 1931 Philips-Palast mit Passage, Prag-Neustadt, Karlovo nám. 325/7 und Václavská 314/16 ⊙
- 1932 Mietshaus Lang in Prag-Holešovice, Veverkova 1229/9 ⊙
- 1935 Villa Nr. 1846, Prag-Dejvice, Sušická 19 ⊙
- 1937 Mietshäuser der Versicherungsgesellschaft „Securitas“ Prag-Vršovice, Nr. 1061–1063, Bulharská 23 und Tolstého 19-21 ⊙
- 1937–1938 Wohn- und Geschäftshaus Nr. 249, Prag-Smichov, Štefánikova 28-30 ⊙
- 1937–1939 Wohnblock „Klein-Berlin“ in Prag-Holešovice, Nr. 1334 und 1335, U Smaltovny 20-22, zusammen mit Franz Hruschka ⊙
- 1939 Villa Hummelberg Nr. 206, Prag-Hlubočepy, Na Zlíchově 6 (Heimatstil) ⊙

### Bauten außerhalb von Prag
- 1913 Deutsche Blindenschule in Aussig, Ústí nad Labem-Klíše, Štefánikova 231/2[14] ⊙
- 1913 Böhmische Union Bank – Filiale Linz, Landstr. 5, umgebaut durch Josef Ertl (1935) ⊙
- 1913 Böhmische Union Bank – Filiale Olmütz (jetzt Postamt) Nr. 407, Olomouc, Horní náměstí 27 ⊙
- 1921 Villa des Zuckerfabrikanten Bloch Libáň (Okres Jičín), Cukrovar 384 ⊙
- 1921 Verwaltungsgebäude der Böhmischen Glanzstoff-Fabrik in Lobositz – Lovosice, Terezínská 488/73[15] ⊙
- 1922 Villa des Direktors Müller in Lobositz – Lovosice, Terezínská 485/68[16] ⊙
- 1924 Deutsche Agrar- und Industriebank in Bilin – Bílina, Seifertova 108/18[17] ⊙
- 1925–1926 Villa Anna und Louise Seidner in Iglau – Jihlava, třída Legionářů 1460/24[18] ⊙
- 1926 Werkssiedlung der Mannesmann-Röhrenwerke in Komotau – Chomutov, Dukelská ⊙
- 1927 Handelsakademie in Karlsbad – Karlovy Vary, Bezručova 1312/17 ⊙
- 1928 Geschäftshaus „Donauhof“ (Palác Dunaj) der Donau-Versicherung in Reichenberg (später Donau-Concordia Allgemeine Versicherungs-AG), Liberec-Perštýn, Soukenné náměstí 121[19] ⊙
- 1930 Villa Jäger (jetzt Hotel „Větrov“) in Schönbach bei Asch – Krásná 274 (Okres Cheb) ⊙
- 1938–1939 Böhmische Union Bank – Filiale Bodenbach (Děčín-Podmokly), Plzeňská 79/1[20] ⊙

### Entwürfe
- 1915 Krematorium in Trautenau-Trutnov
- 1924 Höhere Technische Lehranstalt und Handelschule in Tetschen-Bodenbach – Děčín-Podmokly, Slovanská 55[21]
- 1925 Krankenhaus in Asch – Aš
- 1926 Erweiterungsbau zum Magistratsgebäude von Prag, U Radnice
- 1926 Stadtbad in Weipert – Vejprty
- 1929 Rathaus in Gablonz – Jablonec nad Nisou, Mirové nám.[22]
- 1929 Kreditanstalt der Deutschen in Gablonz – Jablonec nad Nisou[23]
- 1929 Gewerbliche Fortbildungsschule in Teplitz – Teplice
- 1929 Invaliden-Siedlung in Prag-Karlín
- 1932/32 Prager Aktienbörse in Prag, Wilsonova

## Galerie seiner Bauten

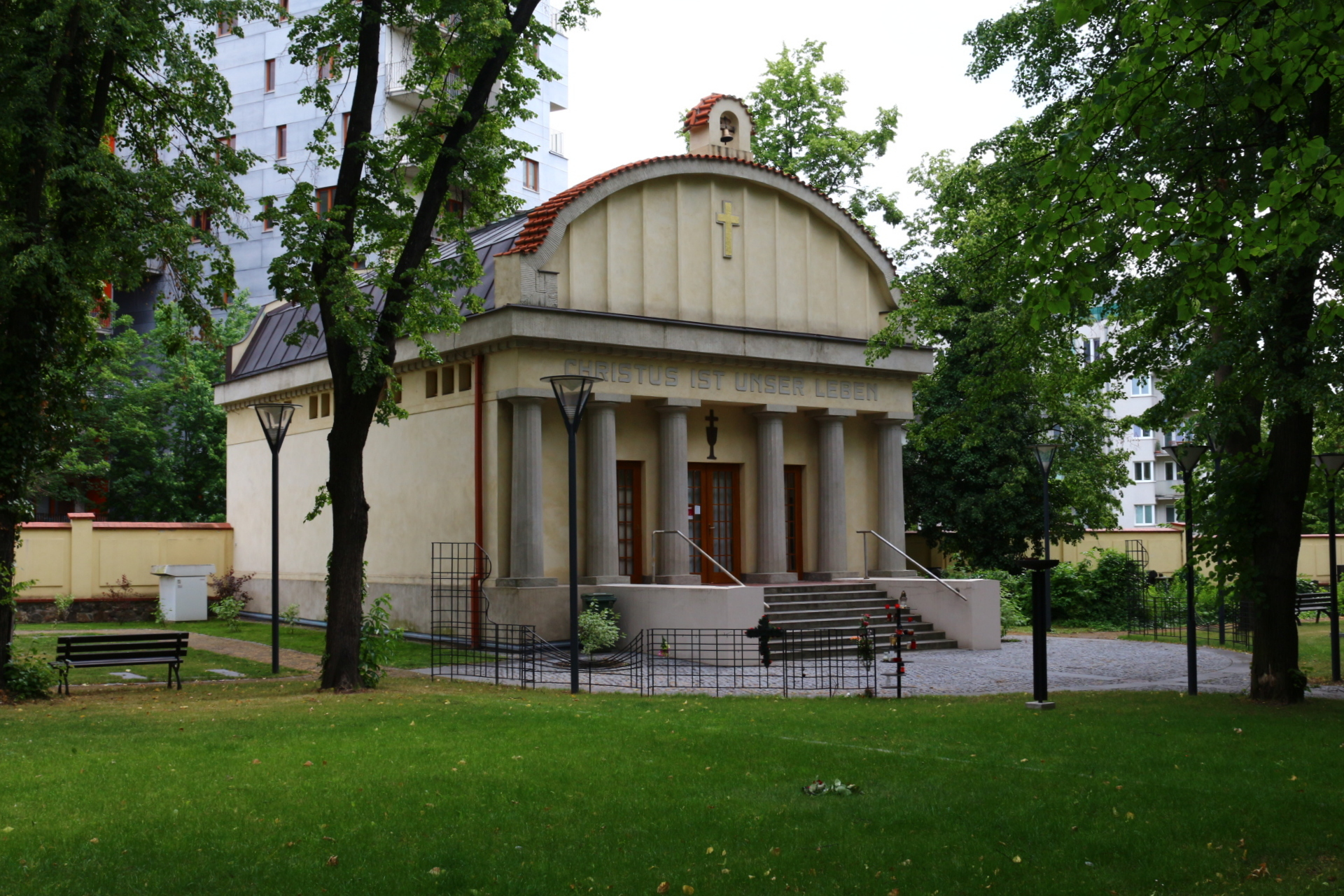
Friedhofskapelle in Prag-Strašnice
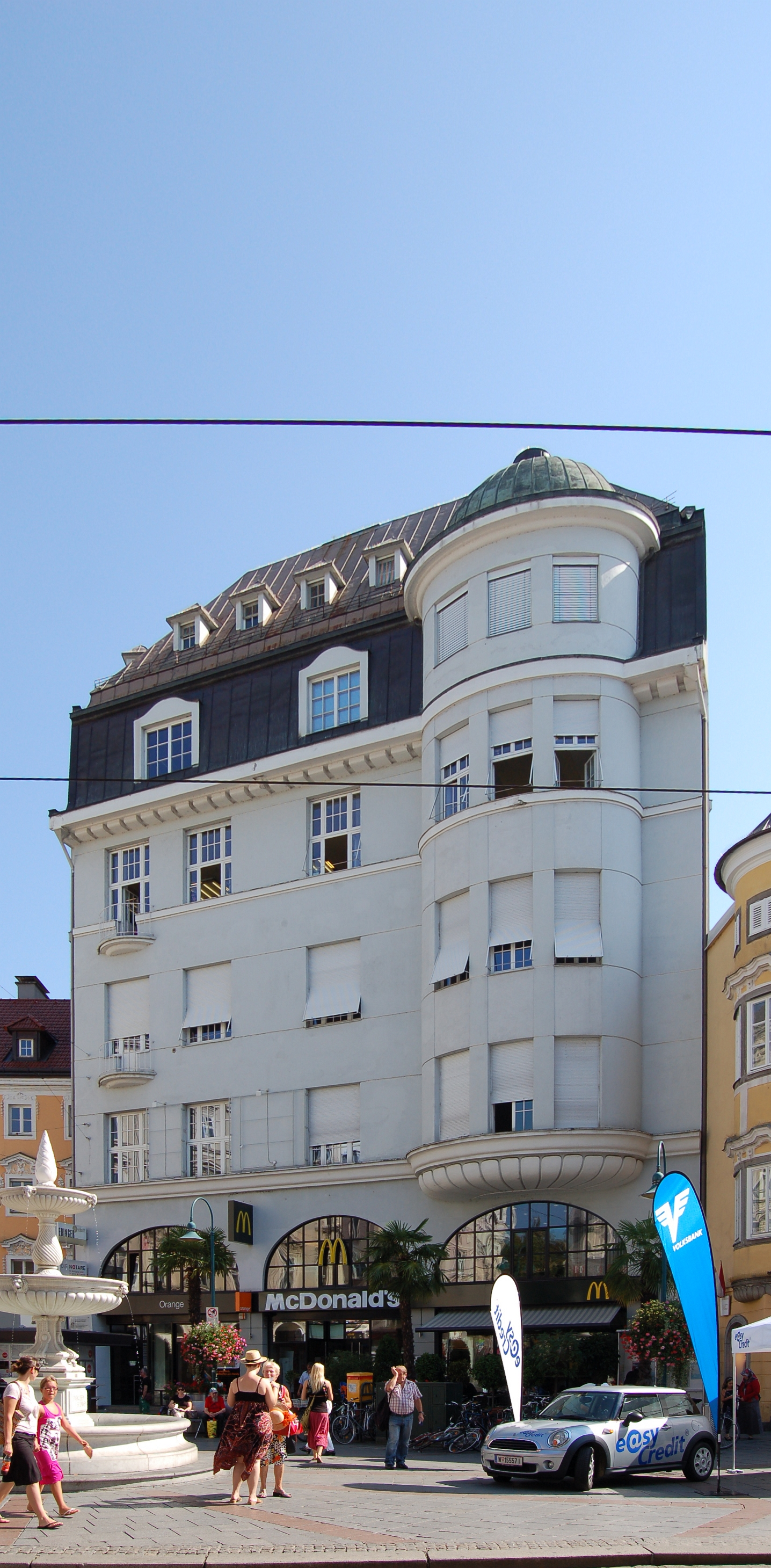
Ehem. Böhmische Union Bank in Linz
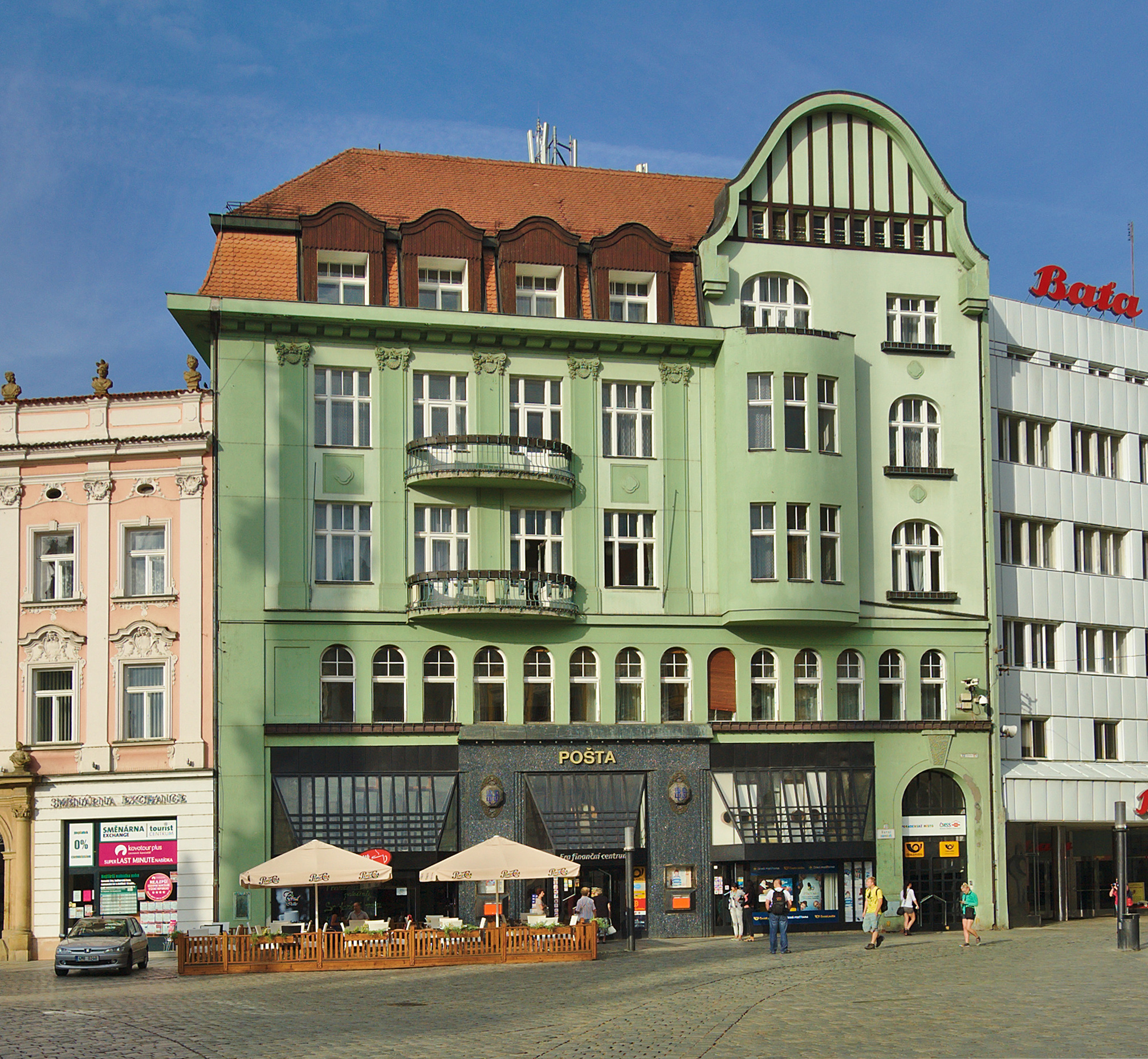
Ehem. Böhmische Union Bank in Olmütz
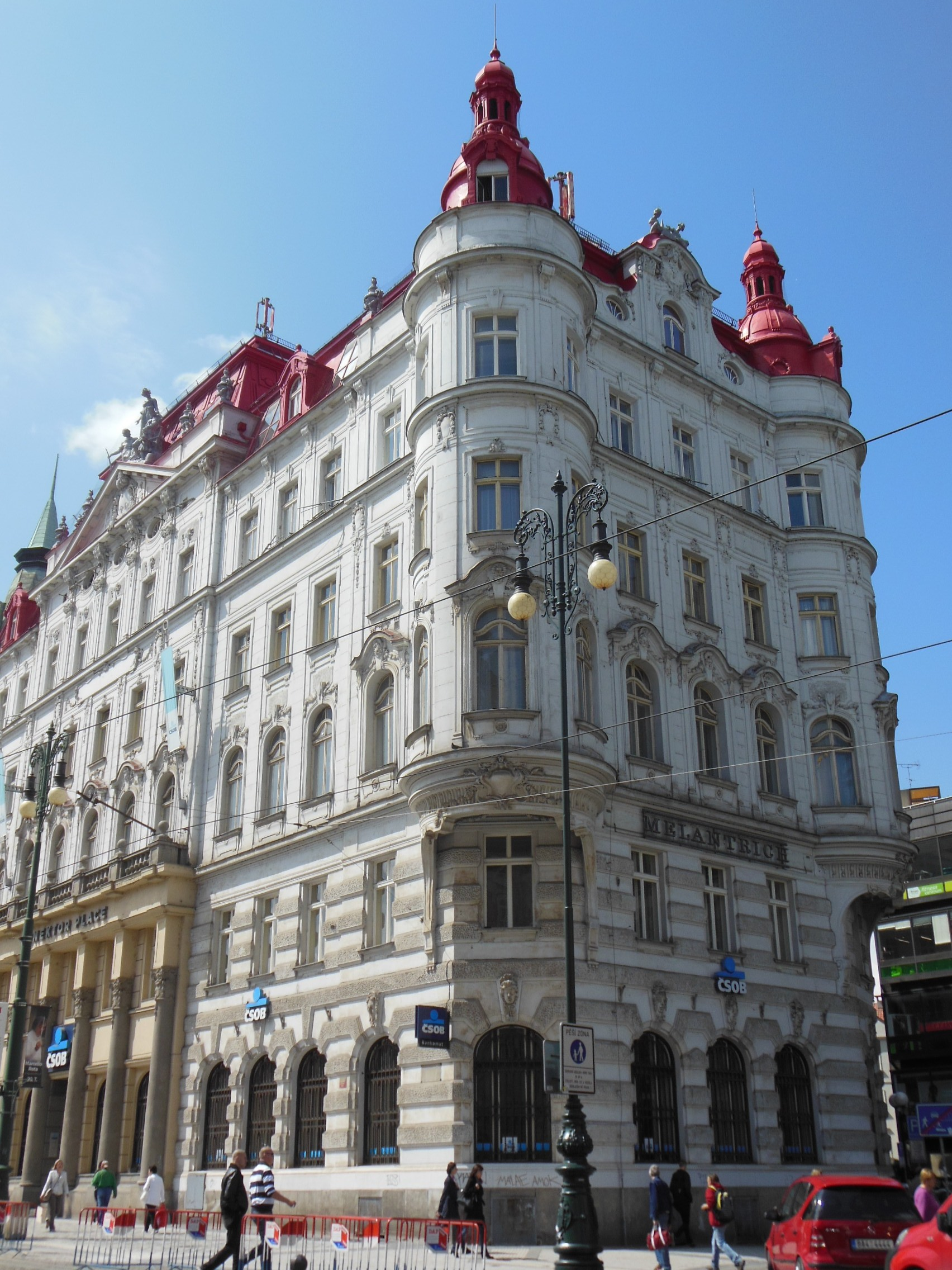
Ehem. Allianz-Bank in Prag, nám. Republiky
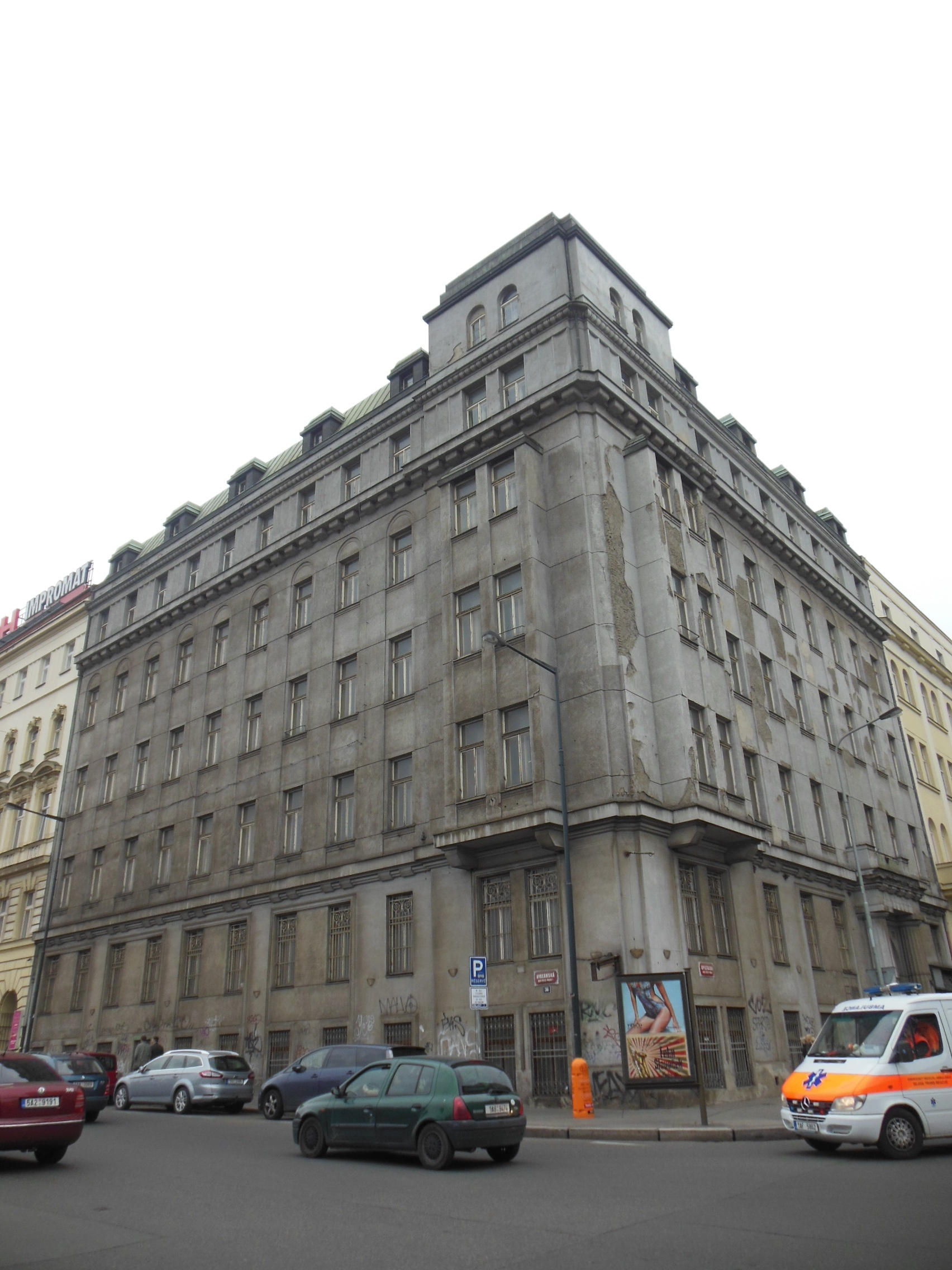
Geschäftshaus in Prag, Hybernská
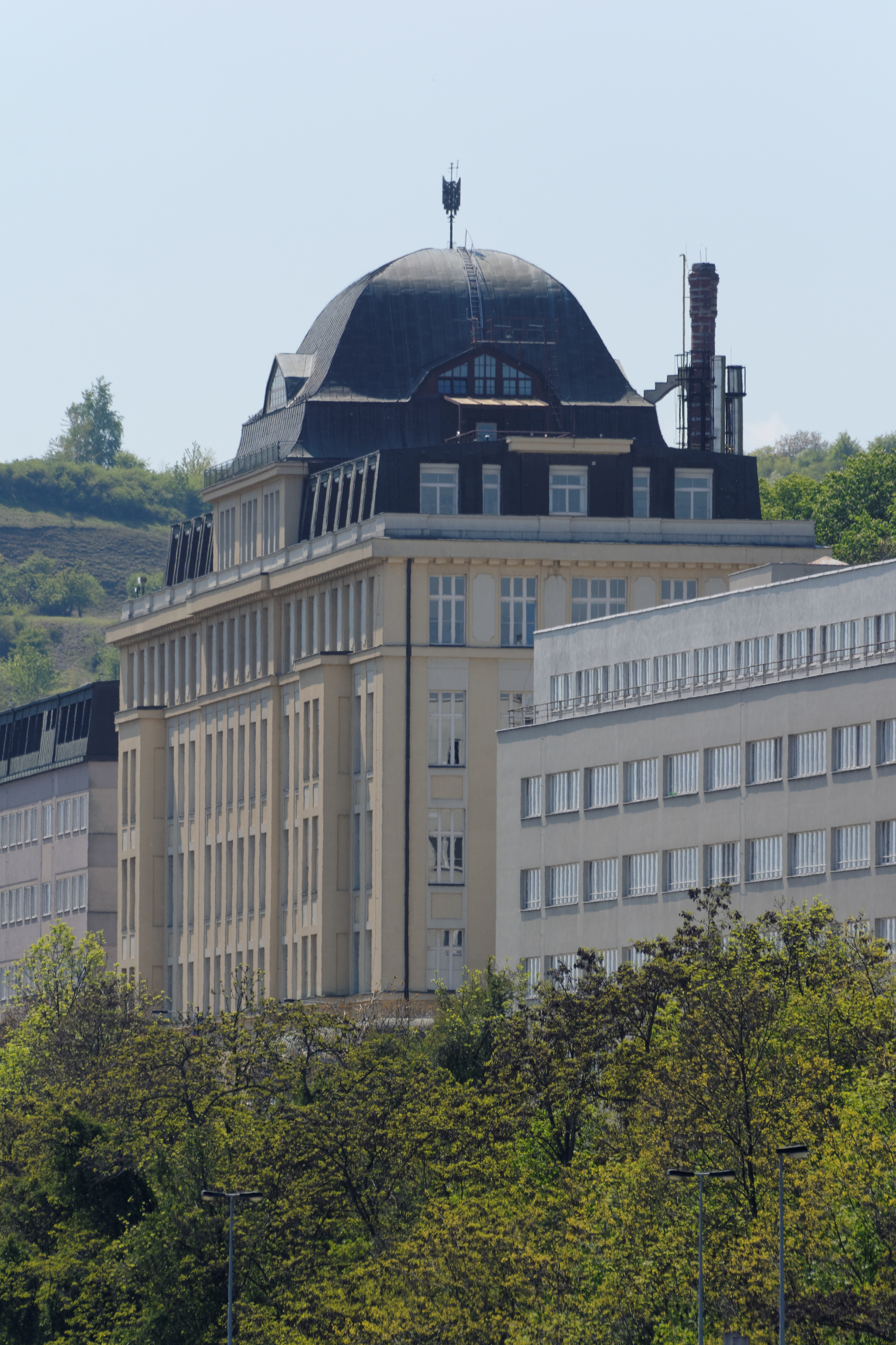
Verwaltungsgebäude der Prager Maschinenbau AG in Prag-Smíchov
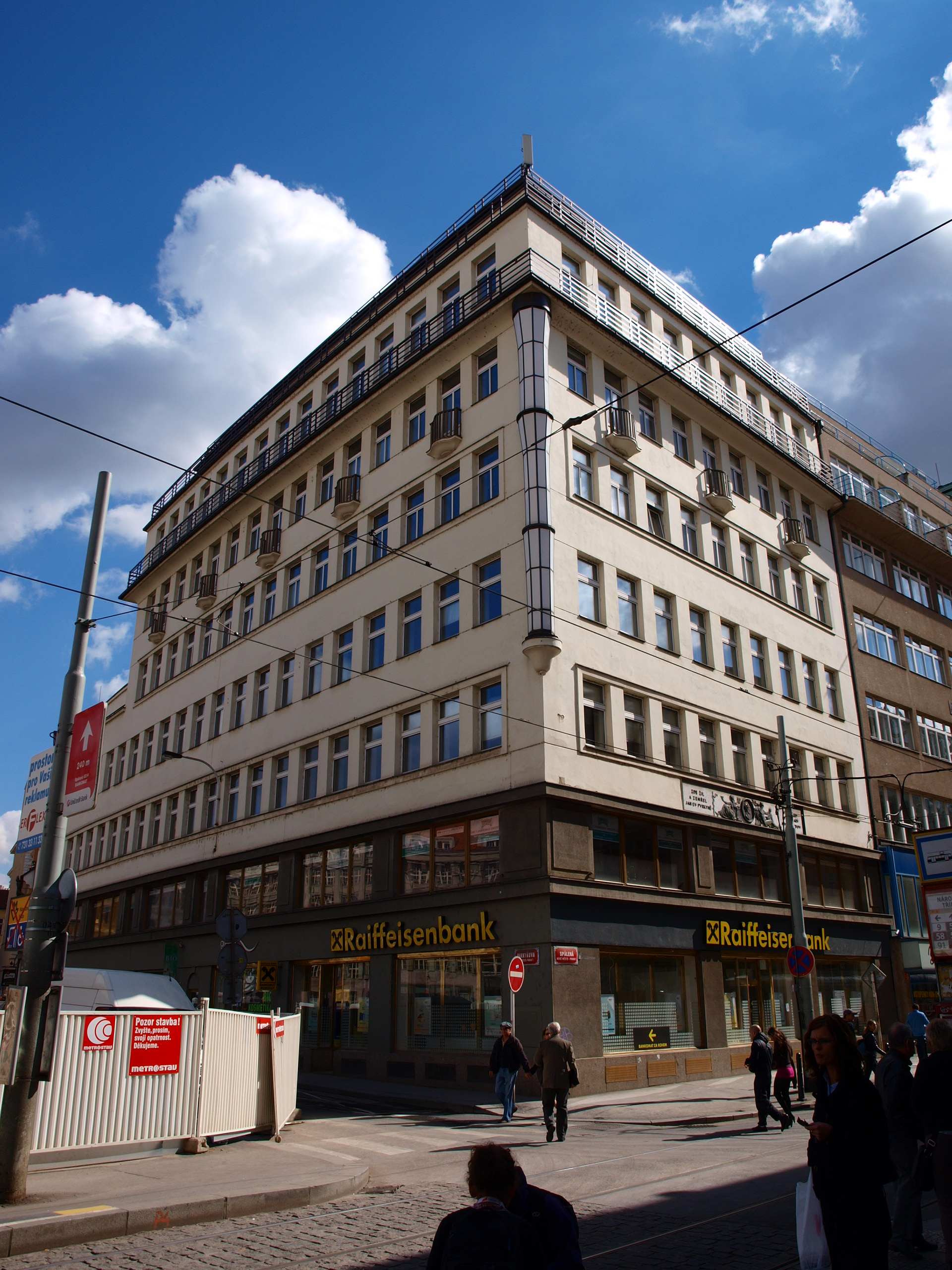
Donau-Palast I (Palác Purkyňova) in Prag, Spálená
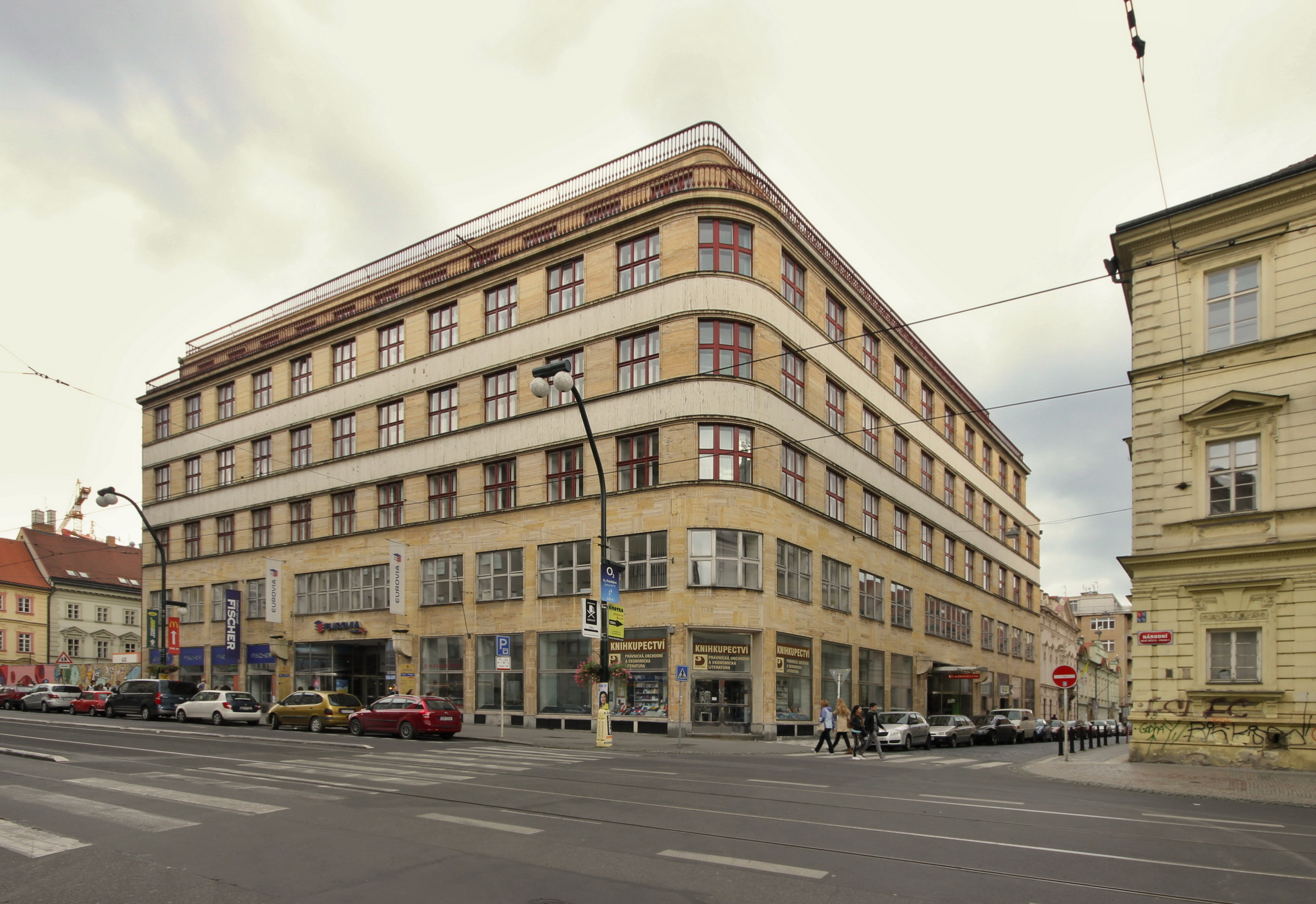
Donau-Palast II (Palác Dunaj) in Prag, Národní třída
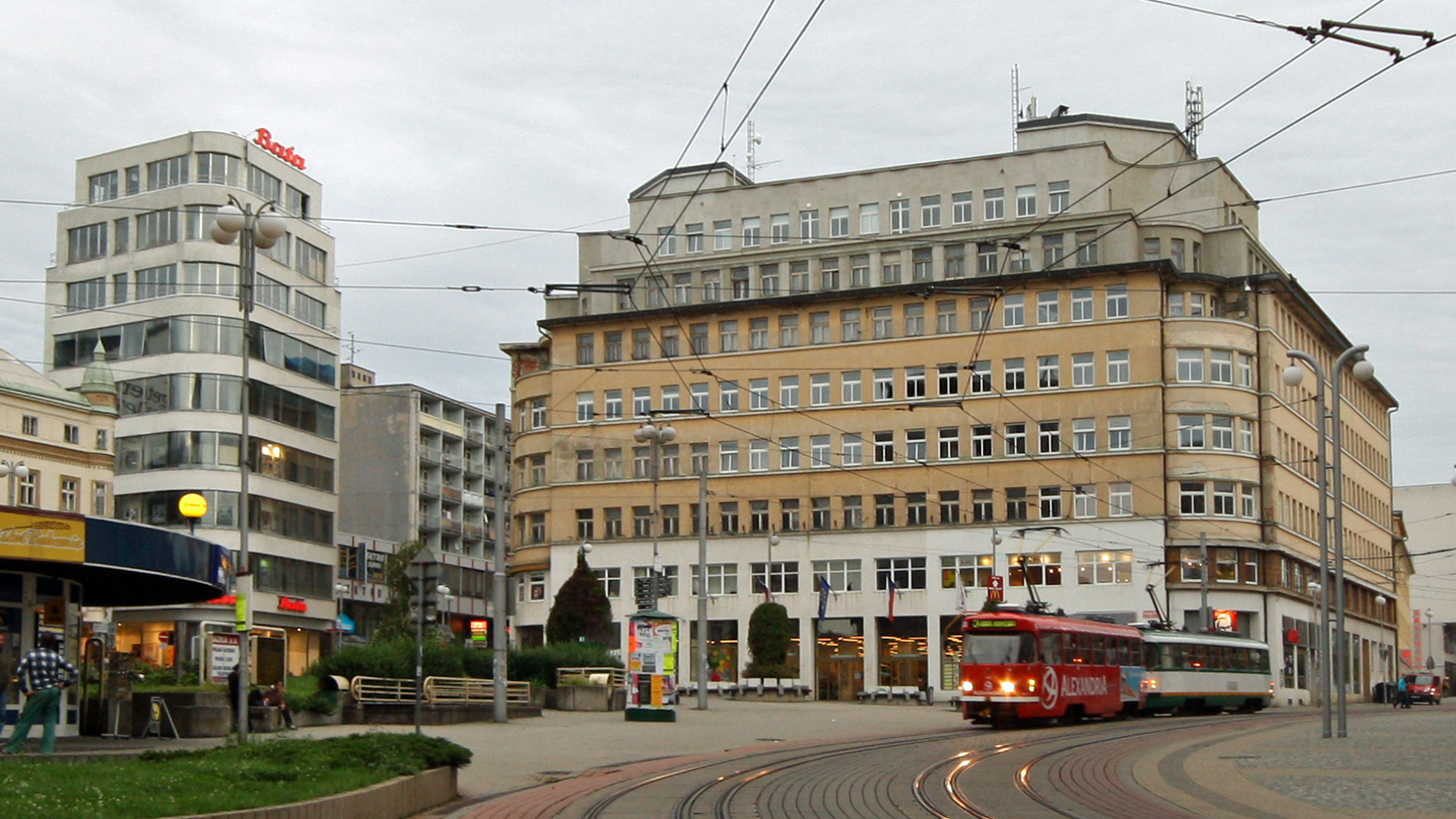
Donau-Palast (Donauhof) in Reichenberg
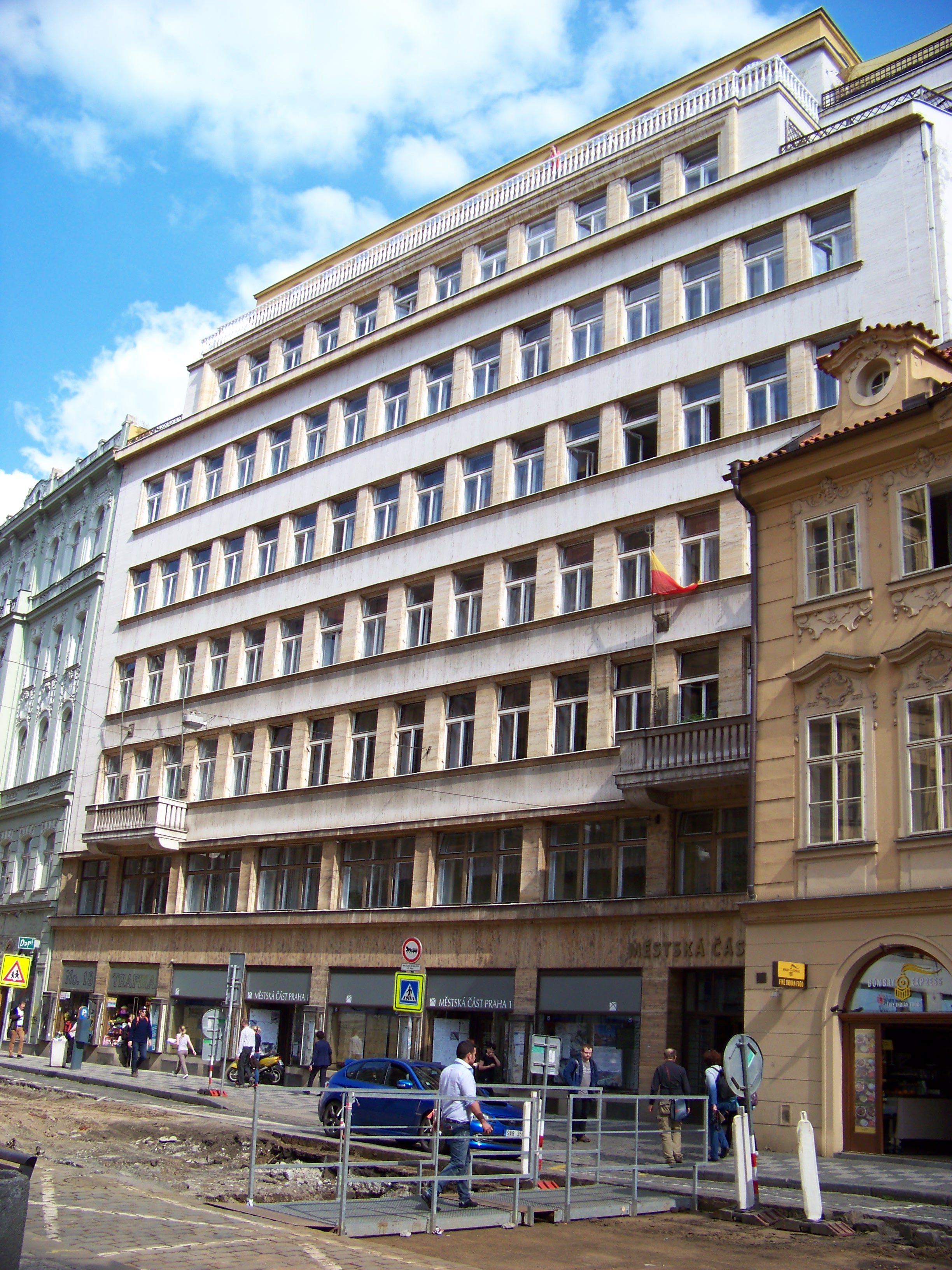
Palast der Versicherung Securitas in Prag, Vodičkova
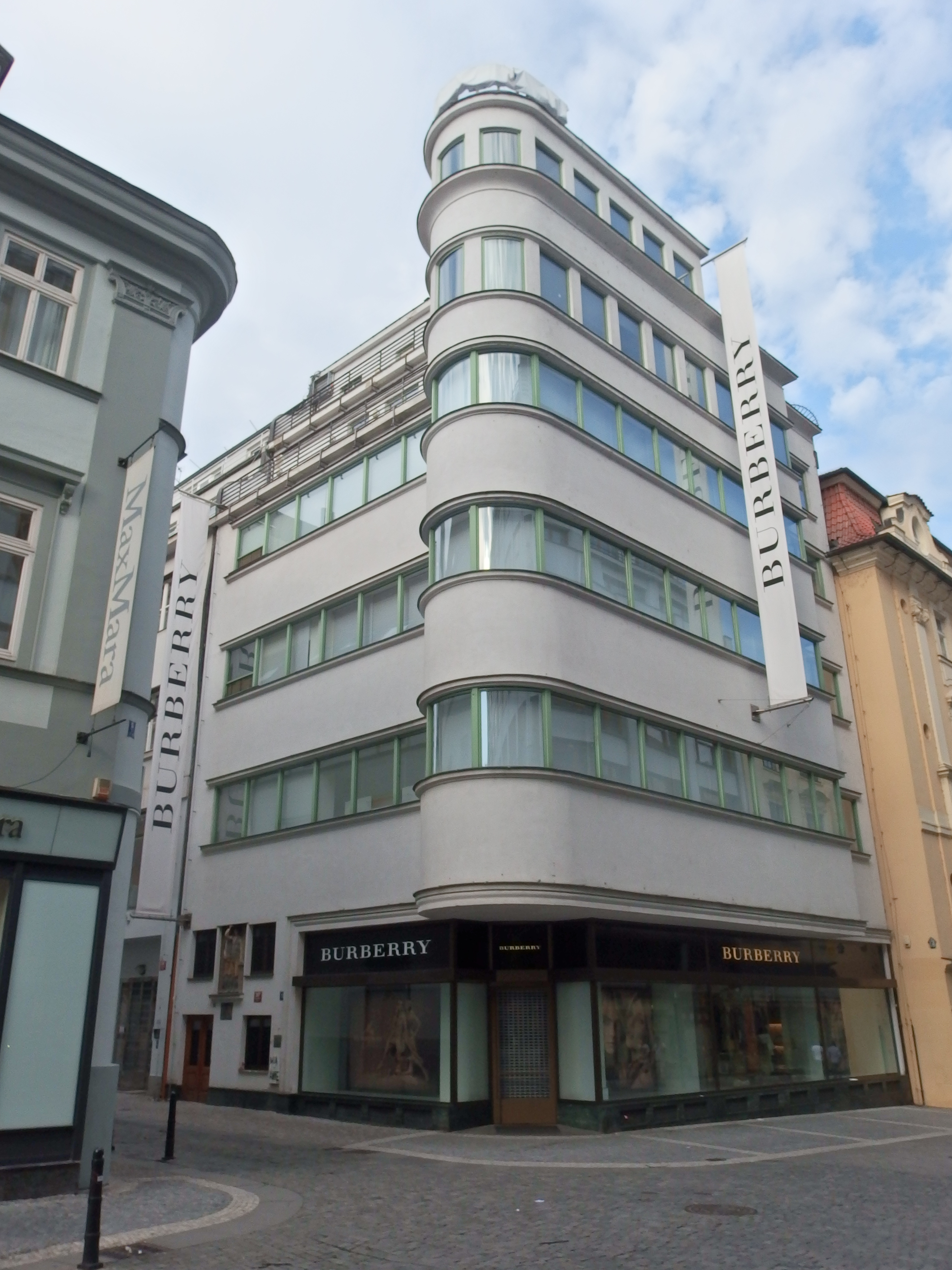
Kaufhaus Brandeis, auch Haus U Sedláků in Prag
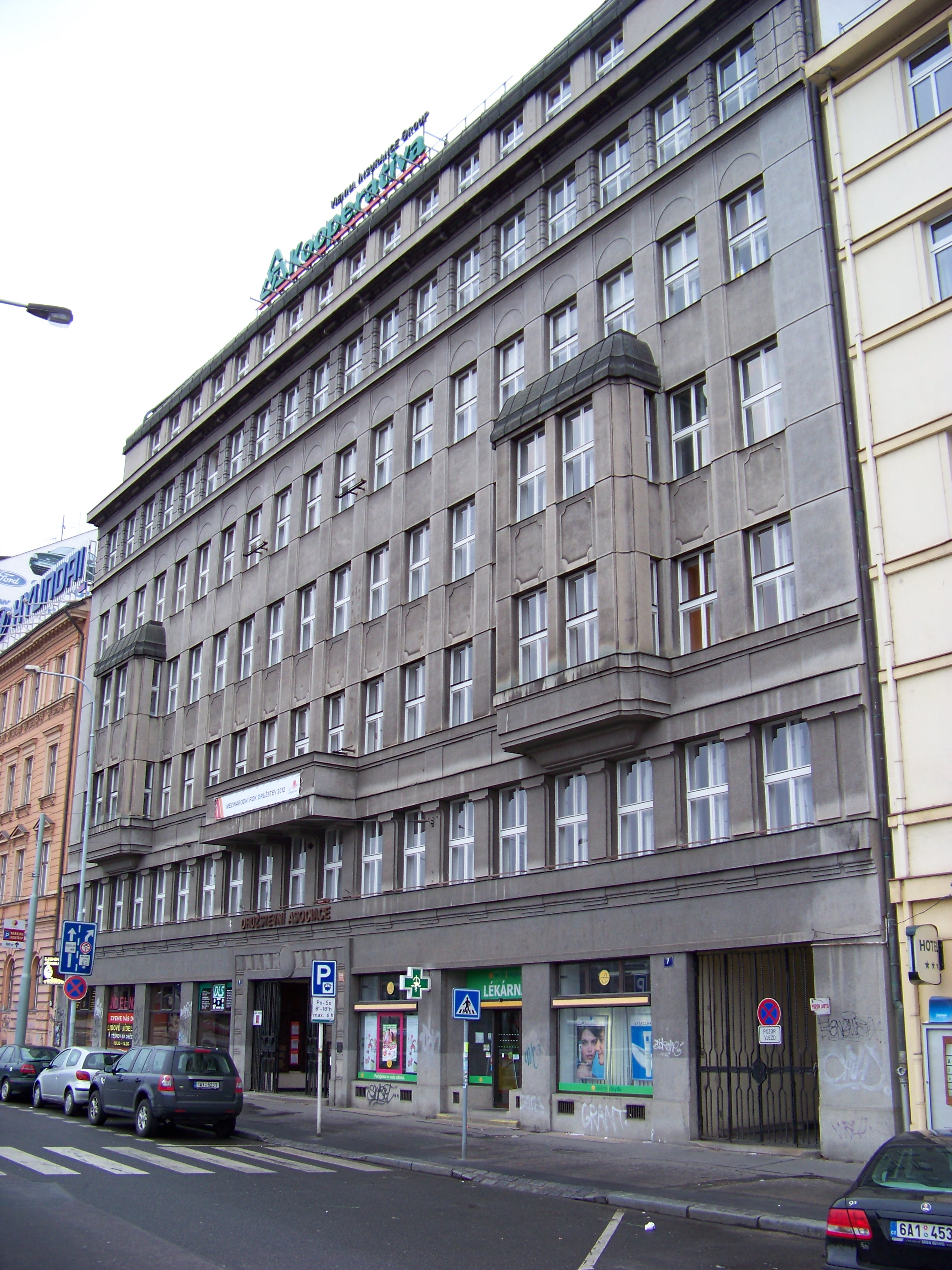
Geschäftshaus der Genossenschaften in Prag, Těšnov
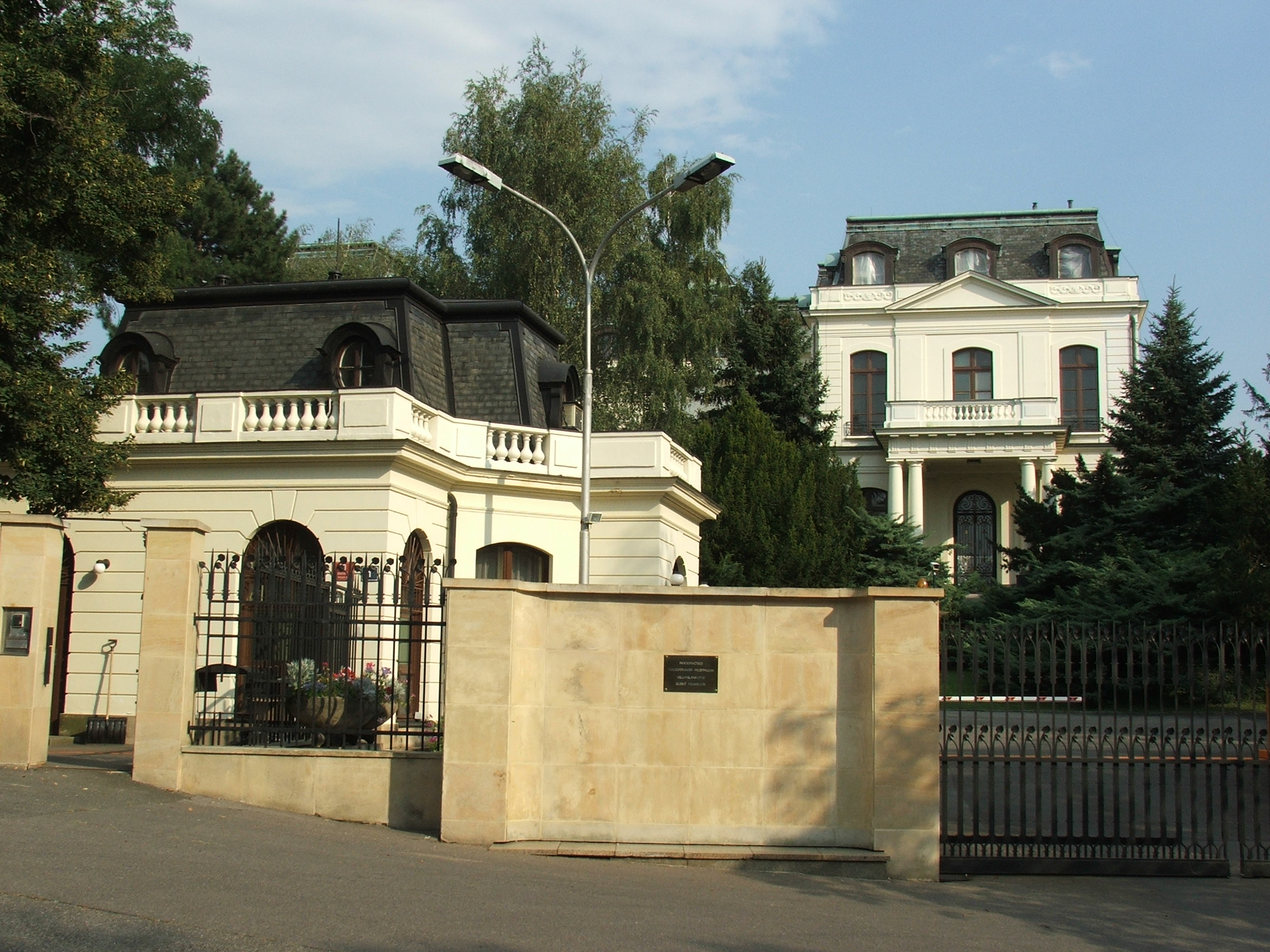
Ehem. Villa Bloch, jetzt Teil der Russischen Botschaft
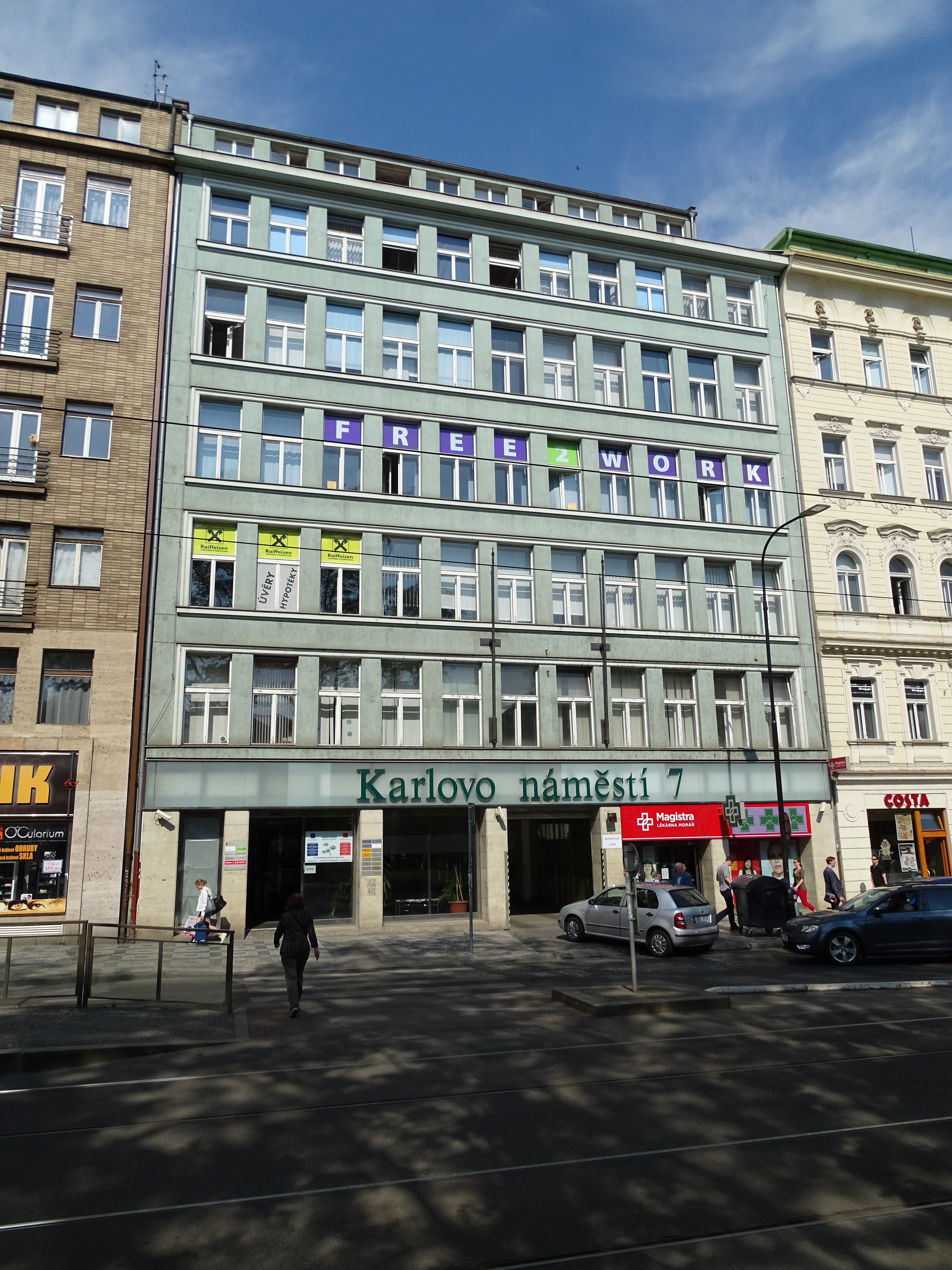
Ehem. Philips-Haus in Prag, Karlovo nám.
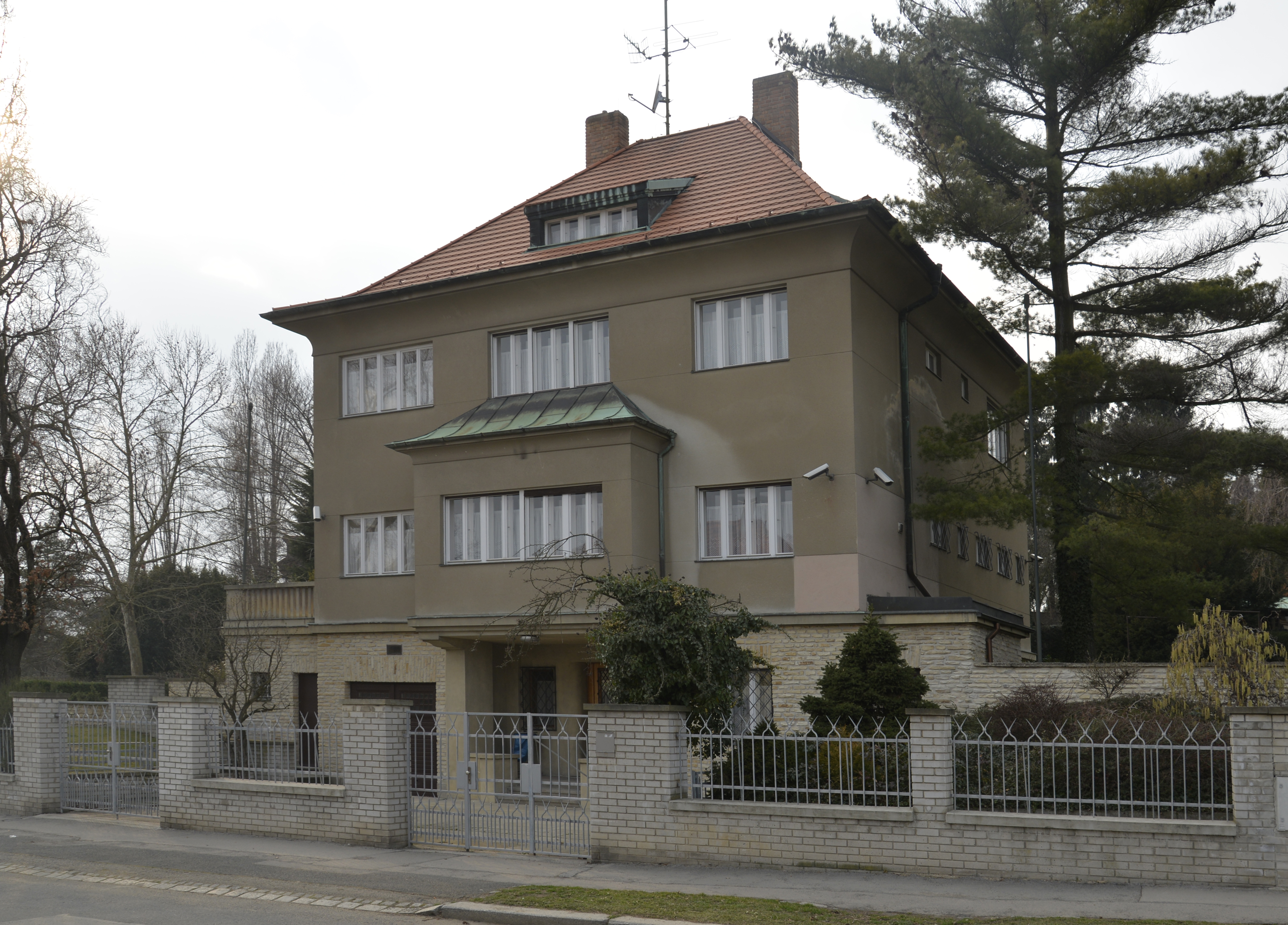
Villa in Prag-Dejvice, Sušická